# (38247) 1999 QE
(38247) 1999 QE est un astéroïde de la ceinture principale découvert en 1999.

## Description
(38247) 1999 QE a été découvert le 18 août 1999 à l'observatoire astronomique de Monte Agliale, dans la commune de Borgo a Mozzano en Italie, par Sauro Donati.

### Caractéristiques orbitales
L'orbite de cet astéroïde est caractérisée par un demi-grand axe de 2,33 ua, un périhélie de 1,93 ua, une excentricité de 0,17 et une inclinaison de 4,44° par rapport à l'écliptique. Du fait de ces caractéristiques, à savoir un demi-grand axe compris entre 2 et 3,2 ua et un périhélie supérieur à 1,666 ua, il est classé, selon la JPL Small-Body Database, comme objet de la ceinture principale.

### Caractéristiques physiques
(38247) 1999 QE a une magnitude absolue (H) de 15,3 et un albédo estimé à 0,073.